# 2 Reyes 7
2 Reyes 7 es el séptimo capítulo de la segunda parte de los Libros de los Reyes de la Biblia hebrea o Segundo Libro de los Reyes del Antiguo Testamento de la  Biblia cristiana El libro es una compilación de varios anales que registran los actos de los reyes de Israel y Judá por un compilador deuteronómico en el siglo VII a. C. con un suplemento añadido en el siglo VI a. C. Este capítulo registra el cumplimiento de la profecía de Eliseo durante el asedio de los arameos a Samaria.

## Texto
Este capítulo fue escrito originalmente en lengua hebrea y desde el siglo XVI se divide en 20 Versículos.

### Testigos textuales
Algunos de los primeros manuscritos que contienen el texto de este capítulo en hebreo pertenecen a la tradición del Texto Masorético, que incluye el Códice de El Cairo (895), el Códice de Alepo (siglo X) y el Códice Leningradensis (1008). Un fragmento que contiene una parte de este capítulo en hebreo se encontró entre los Rollos del mar Muerto, es decir, 6Q4 (6QpapKgs; 150-75 a. C.) con los versículo 8–10, 20 existentes.
También existe una traducción al griego koiné conocida como Septuaginta, realizada en los últimos siglos a. C.. Los manuscritos antiguos existentes de la versión Septuaginta incluyen el Codex Vaticanus ('B; {\displaystyle {\mathfrak {G}}}B; siglo IV) y el Codex Alexandrinus (A; {\displaystyle {\mathfrak {G}}}A; siglo V).

## La profecía de abundancia de Eliseo (7:1-2)
Ante la amenaza de muerte del rey israelita en 2 Reyes 6, Eliseo contraatacó utilizando una profecía de Dios según la cual en un día habría alimentos de buena calidad a precios normales (Versículo 1). Cuando el consejero del rey mostró dudas sobre la apenas imaginable salvación en esas circunstancias, Eliseo incluso proclamó una profecía lamentable contra él (versículo 2). El silencio del rey parece indicar que estaba dispuesto a dar a Eliseo una última oportunidad.

### Versículo 1
Entonces Eliseo dijo: «Escucha la palabra del Señor. Así ha dicho el Señor: 'Mañana a esta hora se venderá un seah de flor de harina por un siclo, y dos seahs de cebada por un siclo, a la puerta de Samaria. 
- «Seah»: Un tercio de efa, o unos 8 galones.[11] Probablemente unas 12 libras o 5,5 kilogramos de harina (también en los versículos 16 y 18).[12]
- «Shekel»: era aproximadamente 0,4 onzas u 11[13] o 12 gramos, también en los Versículos 16 y 18.[14]
- «Dos seahs»: probablemente unas 20 libras o 9 kilogramos de cebada, también en los versículos 16 y 18.[15]

## Los sirios huyen (7:3-15)
El clímax dramático de la narración comienza con cuatro leprosos, que permanecían diariamente a las puertas de la ciudad, rechazados y evitados por los demás habitantes de la ciudad, yendo al campamento arameo y convirtiéndose en los primeros en presenciar la repentina retirada del gran ejército, pero en lugar de aprovecharse personalmente de la situación decidieron anunciar la noticia a los funcionarios del estado (Versículos 3-11; un maravilloso precursor del reconocimiento de Jesús de que a Dios le encanta hacer primero a los últimos; cf. Marcos 10:31ss). Se informó (lo que los leprosos no sabían) que Dios trajo alucinaciones a los arameos, convenciéndolos de que grandes ejércitos egipcios e hititas avanzaban para atacar, obligándolos así a romper el asedio inmediatamente (versículos 6-7). El rey israelita sospechó que se trataba de un truco (versículo 12; cf. una escena muy similar en ), pero finalmente envió gente a investigar la situación y se encontró con la retirada de los arameos hacia el este, hacia el Jordán, dejando sus armas y bienes en pánico (versículos 13-15).

## Se cumplió la profecía de Eliseo (7:16-20)
El informe sobre la retirada de los arameos provocó que la gente entrara en el campamento cercano a la ciudad y se apoderara de sus provisiones, haciendo que los precios de los alimentos se hundieran hasta el nivel pronosticado por Eliseo (Versículo 16). La historia terminó con el destino del consejero dubitativo que vio cumplida la profecía pero murió pisoteado antes de poder disfrutar de la victoria (versículos 17-20). El Versículo 19 cita las palabras del oficial y del profeta Eliseo para aclarar el cumplimiento de la profecía.